# Верхолузье
Верхолузье — село в Прилузском районе республики Коми в составе сельского поселения Ношуль.

## География
Находится на расстоянии примерно 69 км на юго-запад от центра района села Объячево в верховьях реки Луза.

## История
Основано в середине XIX века как починок Луза переселенцами из Объячевской и Ношульской волости. Упоминается с 1847 года .
В 1851 году здесь было 8 дворов, 46 человек. В 1863 году в починке Луза было 16 дворов, в 1916 году 33 двора, 163 жителя. В 1906 году построена была деревянная церковь Василия Великого. В 1926 году в селе Луза было 47 дворов, 186 человек. С 1930 года уже село Верхолузье (Луза), 47 хозяйств и 186 жителей.
В переписи 1939 года отдельно указаны село Верхолузье — 145 человек, и деревня Луза — 209 человек. В 1959 году в селе Верхолузье жили 185 человек, в деревне Луза — 156 человек, в 1963 соответственно 192 человека и 208 человек. В 1966 году село и деревня были официально объединены в один населённый пункт — село Верхолузье.
В 1970 здесь жил 381 человек, в 1979—325, в 1989—335.

## Население
Постоянное население составляло 215 человек (русские 27 %, коми 66 %) в 2002 году, 122 в 2010. На 70 % состоит из пенсионеров.